# Жатомля
Жатомля — деревня в Духовщинском районе Смоленской области России. Входит в состав Третьяковского сельского поселения. Население — 7 жителей (2007 год). 
Расположена в северной части области в 5 км к северо-востоку от Духовщины, в 5 км восточнее автодороги Р136 Смоленск — Нелидово, на берегу реки Царевич. В 23 км юго-восточнее деревни расположена железнодорожная станция Ярцево на линии Москва — Минск. 

## История
В годы Великой Отечественной войны деревня была оккупирована гитлеровскими войсками в июле 1941 года, освобождена в сентябре 1943 года.